# Leni Schmidt

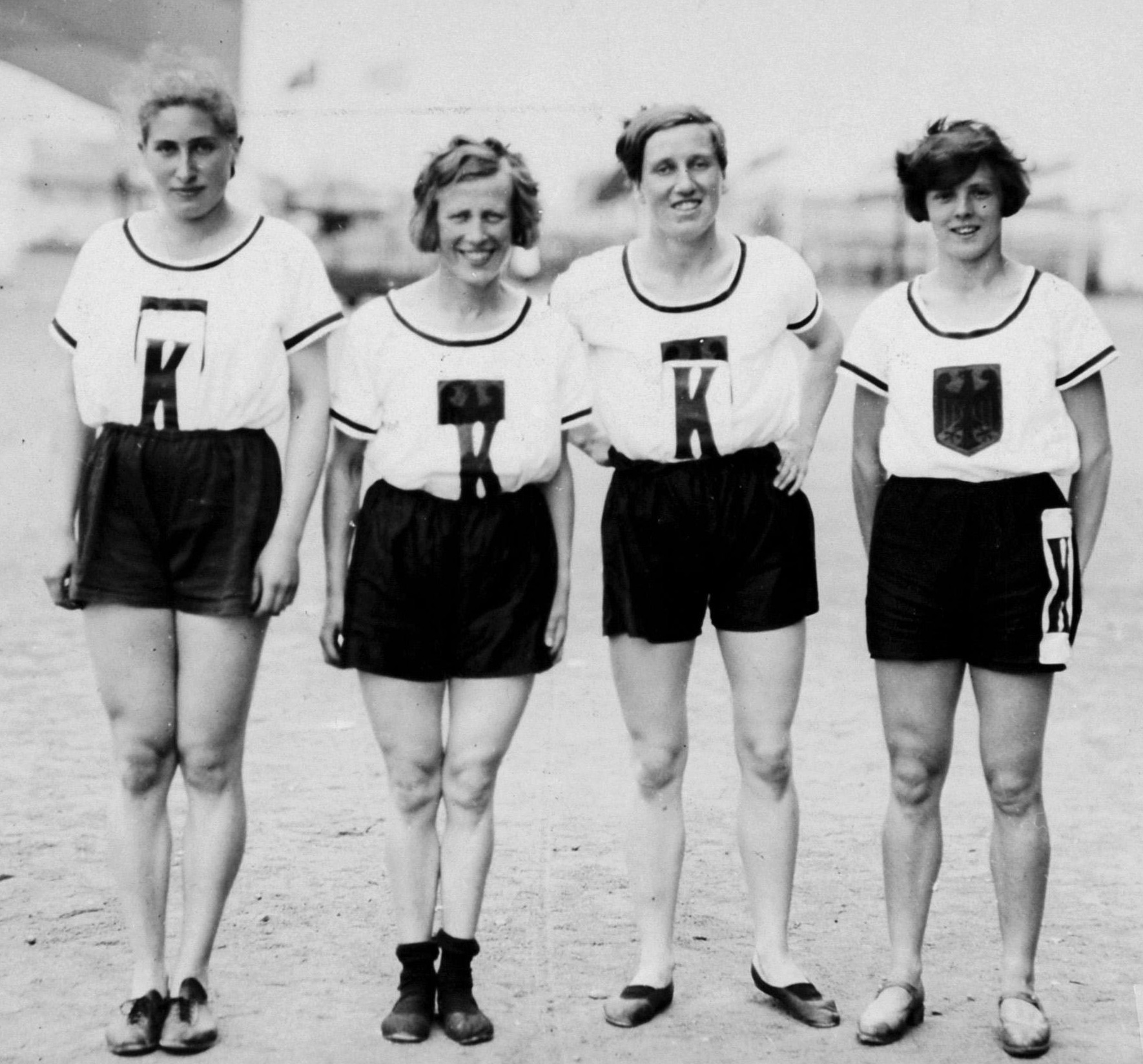
Deutsche 4-mal-100-Meter-Staffel der Damen bei den Olympischen Spielen 1928 (Bronzemedaille): Rosa Kellner, Leni Schmidt, Anni Holdmann, Leni Junker

Leni Schmidt, eigentlich Helene Hermine Fischer-Schmidt, geb. Schmidt, (* 28. Dezember 1906 in Bremen; † 11. November 1985 in Bremen) war eine deutsche Sprinterin.

## Biografie
Leni Schmidt trat früh der Bremischen Turnvereinigung bei und spielte dort zunächst Schlagball und Handball, bis sie zunehmend die Leichtathletik für sich entdeckte. Durch ihren Sieg im 100-Meter-Lauf bei den Bremer Meisterschaften wurde sie 1924 als Sprinterin bekannt. Schmidts Zeit von 12,4 s wäre neuer deutscher Rekord gewesen, wurde aber formal nicht anerkannt, da ihr Verein dem Turnverband und nicht dem Leichtathletikverband angehörte. Anschließend wurde sie in Hannover DZ-Meisterin. Schmidt startete dann für die Sportfreunde Bremen.
Bei den Olympischen Spielen 1928 in Amsterdam, bei denen erstmals Leichtathletikdisziplinen für Frauen ausgetragen wurden (100-Meter-Lauf, 800-Meter-Lauf, 4-mal-100-Meter-Staffel, Hochsprung und Diskuswurf), gewann sie mit der 4-mal-100-Meter-Staffel die Bronzemedaille. Die deutsche Staffel mit Rosa Kellner, Schmidt, Anni Holdmann und Leni Junker lief in 49,0 s hinter Kanada und den USA ins Ziel ein. Im 100-Meter-Lauf konnte sie sowohl ihren Vor- und den Zwischenlauf gewinnen, wurde aber nach zwei Fehlstarts ebenso wie die Kanadierin Myrtle Cook, damalige Weltrekordhalterin, im Endlauf disqualifiziert.
1929 wurde sie bei den Deutschen Meisterschaften Dritte im 200-Meter-Lauf. Ihr aktive Karriere endete 1930 durch einen Sportunfall.